# 尤尼斯·艾诺伊
尤尼斯·艾诺伊（阿拉伯語：يونس العيناوي，羅馬化：Younes El Aynaoui，1971年9月12日—）出生於拉巴特，是一位摩洛哥男子職業網球運動員，1990年轉職業。曾參加1992年夏季奧運會和2004年夏季奧運會。

## 外部連結
- 尤尼斯·艾诺伊（英文/西班牙文）的官方資料
- 尤尼斯·艾諾伊的國際網球總會 職業／青少年 官方資料（英文）
- 尤尼斯·艾诺伊的官方資料（英文）